# Neotelewizja
Neotelewizja (neo-tv) – termin zapoczątkowany w latach 80. XX w. przez Umberta Eco. Określa rodzaj telewizji, która mówi sama o Sobie. Ograniczenie informacji zewnętrznych, maksymalizacja treści wewnętrznych to główna cecha tego rodzaju mediów. Doskonałymi przykładami na stosowanie tej techniki są różnego rodzaju gale czy obchody uświetniające działalność telewizji. W momencie, gdy telewizja mówi sama o Sobie, stara się widzom przekazać, że pomimo niekoniecznie atrakcyjnego widowiska świetnie się bawią. Francesco Casetti i Roger Odin definiują neo-tv jako taki rodzaj telewizji, która mówi mniej o świecie zewnętrznym od paleotelewizji.